# Auto-Ordnance Company
Auto-Ordnance Company byla americká zbrojařská společnost se sídlem ve West Hurley v americkém státu New York. Zbrojovka byla založena v roce 1916 v New Yorku generálem Johnem T. Thompsonem (U.S. Army Ordnance Department) a finančníkem Thomasem F. Ryanem, s cílem financovat práci na samonabíjecí pušce pro americkou armádu. Vedlejším produktem této práce byl známý samopal Thompson (také známý jako Tommy Gun), který se stal symbolem gangsterů.
Společnost vyráběla také kopie slavné pistole Colt 1911.